# 狂犬病予防員
狂犬病予防員（きょうけんびょうよぼういん）は、狂犬病予防法（昭和25年8月26日法律第247号）第3条に基づき定められている日本の国家資格。また、その有資格者のこと。

## 概要
狂犬病の発生を予防し、その蔓延を防止し、及びこれを撲滅することにより、公衆衛生の向上及び公共の福祉の増進を図るべく、狂犬病予防法第3条によって制定された国家資格。都道府県知事、保健所設置市の市長、特別区の区長が、獣医師の資格を有する職員から任命する。
狂犬病予防員は任用資格であるので、獣医師であることに加え、各自治体が実施する採用試験にも合格しなければならない。

## 業務内容
狂犬病に罹患した疑いのある犬の隔離や、狂犬病予防法第4条に基づく登録が行われていない犬の抑留および捕獲を行うことができる。
ただし、その業務に従事する場合、狂犬病予防員はその身分を示す証明書を携帯し、関係者に提示する義務が発生する。